# Ganggrab von Damsholte

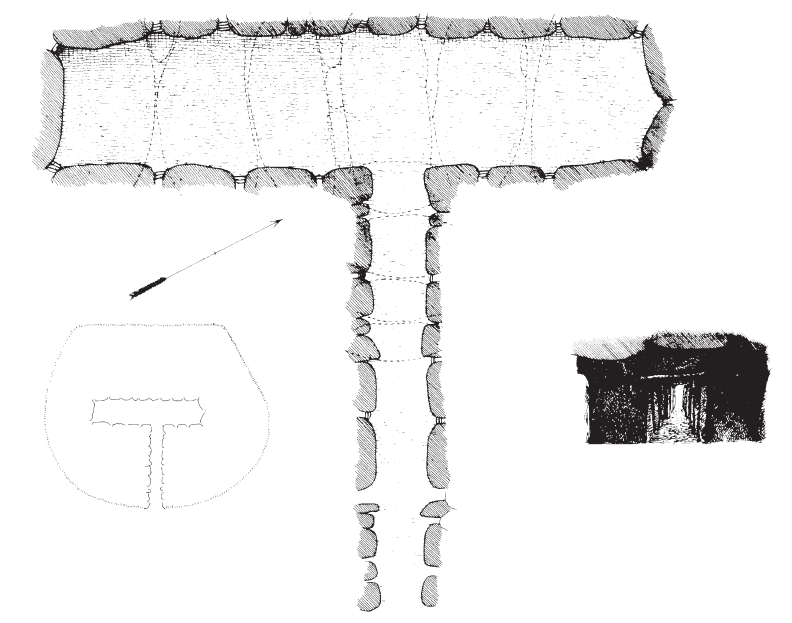
Grundriss des Ganggrabes von Damsholte

Das 1853 ausgegraben und 1974 restaurierte Ganggrab von Damsholte (auch Ganggrab von Hjelm oder Ganggrab von Norre Frenderup genannt) liegt östlich von Damsholte in der Nähe des Hjelm- und des Jættestuevej auf der dänischen Insel Møn. Das Ganggrab ist eine Bauform jungsteinzeitlicher Megalithanlagen, die aus einer Kammer und einem baulich abgesetzten, lateralen Gang besteht. Diese Form ist primär in Dänemark, Deutschland und Skandinavien, sowie vereinzelt in Frankreich und den Niederlanden zu finden. Der Dolmen stammt aus der Jungsteinzeit etwa 3500–2800 v. Chr. und ist eine Megalithanlage der Trichterbecherkultur (TBK).
Der etwa 2,5 m hohe Rundhügel von 12 m Durchmesser ist teilweise abgepflügt auch stark überwachsen und bedeckt ein Ganggrab von etwa 9,0 × 2,0 m Grundfläche und 1,4 m Höhe. Es besteht aus 19 Trag- und sechs Decksteinen. Der 6,75 m lange Gang besteht aus drei unmittelbar vor der Kammer erhaltenen Decksteinen und 22, teils sehr schmalen Tragsteinen, die im mittleren Bereich zwei Türanschläge bilden.
Man fand Spuren von mindestens 15 Bestattungen der TBK. Zusammen mit geschliffenen Beilen und Meisseln aus Feuerstein wurden die auch Scherben von mehr als 40 Tongefäßen gefunden.